# 春日駐屯地
春日駐屯地（かすがちゅうとんち、JGSDF Camp Kasuga）は、福岡県春日市小倉1-61に所在し、自衛隊福岡病院等が所在する陸上自衛隊の駐屯地である。駐屯地司令は、自衛隊福岡病院長が兼務。病院は一般開放指定がされており、部外者の利用も可能。

## 沿革
陸上自衛隊春日駐屯地
- 1955年（昭和30年）
  - 1月25日：春日駐屯地が開設[1]。
  - 1月31日：陸上自衛隊福岡地区病院が開設[2]。
- 1988年（昭和63年）4月8日：陸上自衛隊福岡地区病院が自衛隊福岡病院に改称[3]。
- 2006年（平成18年）10月：自衛隊病院の一般開放が開始。

## 駐屯部隊・機関

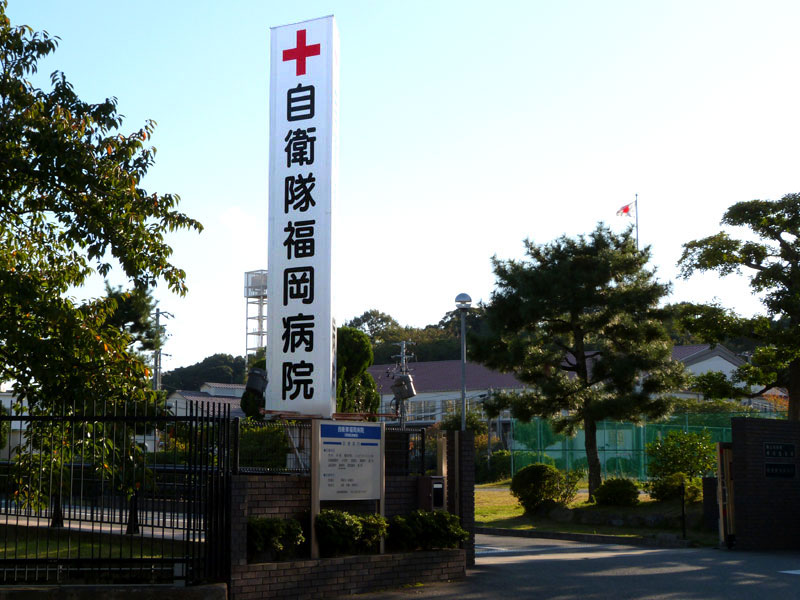
自衛隊 福岡病院

### 共同の機関
- 自衛隊福岡病院（陸上幕僚長を通じて指揮監督を受ける。）

### 西部方面隊隷下部隊
- 西部方面システム通信群
  - 第102基地システム通信大隊
    - 第304基地システム通信中隊
      - 春日派遣隊

### 防衛大臣直轄部隊
- 警務隊
  - 西部方面警務隊
    - 第134地区警務隊
      - 春日連絡班

## 最寄の幹線交通
- 高速道路：九州自動車道太宰府IC/BS、福岡高速2号線水城出入口
- 一般道：国道3号、国道201号、国道202号、国道385号、福岡県道31号福岡筑紫野線、福岡県道45号福岡空港線、福岡県道49号大野城二丈線、福岡県道76号筑紫野太宰府線、福岡県道・大分県道112号福岡日田線、佐賀県道・福岡県道137号基山平等寺筑紫野線
- 鉄道：JR九州鹿児島本線南福岡駅、西日本鉄道春日原駅
- 港湾：博多港（特定重要港湾）、三池港（重要港湾）、唐津港（地方港湾）
- 飛行場：福岡空港（第二種空港）